# Era della fondazione
Era della Fondazione, abbreviato E.F., datazione futuribile immaginaria che ricorre prevalentemente nei romanzi di fantascienza del Ciclo della Fondazione di Isaac Asimov, e che ha inizio con l'arrivo del primo gruppo di esuli sul pianeta Terminus, deputati apparentemente alla compilazione di una Enciclopedia Galattica, patrocinata dallo studioso Hari Seldon.
In passato era in uso il sistema di datazione dell'Era Galattica - giunta all'anno 12064 con l'inizio dell'E.F. - ossia il periodo trascorso dall'istituzione dell'Impero Galattico, con capitale il pianeta Trantor, datazione che diviene obsoleta con il dissolvimento dell'impero e l'espansione del dominio della Fondazione.